# Glen O. Gabbard
Glen Owens Gabbard (1949) è uno psichiatra e psicoanalista statunitense.
È professore di Psichiatria alla SUNY Upstate Medical University a Syracuse, New York; Clinical Professor in Psichiatria alla Baylor College of Medicine in Houston, e analista con funzioni di training e supervisore al Center for Psychoanalytic Studies a Houston.
Autore di 27 libri e più di 300 articoli scientifici.
Suo padre, E. Glendon Gabbard, è stato a capo del Dipartimento delle Arti e del Teatro della Eastern Illinois University e sua madre, Lucina Paquet Gabbard, attrice.
Studiò alla Northwestern University e alla University of Texas, ed ebbe un Bachelor Degree in Teatro alla Eastern Illinois University.
Ha ottenuto la laurea in medicina al Rush Medical College di Chicago nel 1975, completando la sua formazione alla Karl Menninger School of Psychiatry di Topeka, Kansas, in cui poi ha lavorato per 26 anni, diventandone direttore dal 1989 al 1994.
Nel 1994 riceve lo Strecker Award per eccezionali psichiatri under 50.
Dal 1996 è stato presidente del Topeka Institute for Psychoanalysis dal 1996 al 2001
Nel 2001 si trasferisce al Baylor College of Medicine, insegnando Psichiatria e Psicoanalisi fino al 2011.[2]
È stato editore dal 2001 al 2007 dell'International Journal of Psychoanalysis (Joint Editor-in-Chief) e dell'American Journal of Psychiatry (Associate Editor).
È stato presidente dell'American College of Psychiatrists dal 2006 al 2007.
Ha ricevuto il "Mary Sigourney Award" nel 2000 per eccezionali contributi alla psicoanalisi.
Dall'American Psychiatric Association riceve il "Distinguished Service Award" nel 2002, l'"Adolf Meyer Award" in 2004, e nel 2010 ha ricevuto il "Vestermark Award".
Vive e lavora a Houston.

## Alcune Opere
- Glen Gabbard, Psichiatria psicodinamica, Quarta edizione, Milano, Raffaello Cortina Editore, 2007, ISBN 9788860300881.
- Glen Gabbard, Psichiatria psicodinamica, Quinta edizione basata sul DSM-5, Milano, Raffaello Cortina Editore, 2015, ISBN 9788860307347.
- Glen Gabbard, Introduzione alla psicoterapia psicodinamica, Terza edizione, Milano, Raffaello Cortina Editore, 2018, ISBN 9788860309976.